# طهماسب علیا
طهماسب علیا، روستایی از توابع بخش آسمان آباد شهرستان چرداول در استان ایلام ایران است.

## جمعیت
این روستا در دهستان کل کل  قرار دارد و براساس سرشماری مرکز آمار ایران در سال ۱۳۸۵، جمعیت آن ۱۵۵نفر (۴۰ خانوار) بوده‌است.